# Die Nichte aus Amerika
Die Nichte aus Amerika ist ein mittellanges, deutsches Stummfilm-Lustspiel aus dem Jahre 1917 mit Else Bötticher in einer Doppelrolle und Fritz Achterberg als ihr Filmpartner. Wer Regie führte, ist nicht bekannt.

## Handlung
Erwin Sartorius ist verliebt in die hübsche Vally und würde sie gern heiraten. Seine Eltern haben jedoch etwas dagegen, denn sie wollen, dass ihr bislang recht sorglos in den Tag hineinlebender Spross deren Nichte Mabel Sanderson ehelicht. Die kommt aus Amerika und ist erwartungsgemäß, wie es das Klischee will, ziemlich reich. Mabels Antwort lässt nicht lange auf sich warten, und die Millionenerbin posaunt überall herum, dass sie demnächst ihre Verwandten in Europa besuchen will. Erwin klagt seinem guten Freund Hans Karsten sein Leid. Der ist ein begnadeter Damenimitator und verspricht Erwin, sich als Mabel zu verkleiden und sich in dieser Rolle vor dessen Eltern in der nächsten Zeit derart unmöglich aufzuführen, dass man im Hause Sartorius Mabel bald zum Teufel wünschen werde.
Bald hat Karsten seine Mabel-Doppelgängerin perfekt verinnerlicht und rauscht im Hause Sartorius an, und zwar mit großem Gefolge: einem Papagei, einem Affen, drei Hunden und sogar einem schwarzen Lakaien. Sie alle werden in den folgenden Tagen für ordentlich Unruhe und Ärger sorgen. Die falsche „Mabel“ stellt bald das ganze Haus auf den Kopf und nimmt auch die Beschwerden ihrer Tante nicht  ernst. Als die Dienerschaft im Hause Sartorius zu kündigen droht, ist der Siedepunkt allgemeinen Entsetzens erreicht. Jetzt kann Erwin endlich als „Retter in der Not“ auftauchen und seinen Eltern versprechen, diese unmögliche Frauensperson schnellstmöglich loszuwerden. Kurz darauf aber trifft ein Telegramm ein, in dem die echte Mabel ihre Ankunft avisiert. Doch man hat genug von der Verwandtschaft aus den USA, und so verrammelt man das Haus kurzerhand und tut so, als sei niemand daheim. Erwin darf jetzt endlich mit seiner Vally glücklich werden. Doch auch die abgewiesene Mabel bleibt nicht lang allein, sie verkündet ihre Verlobung mit einem gewissen George Smith.

## Produktionsnotizen
Die Nichte aus Amerika entstand im Frühjahr 1917, passierte die Filmzensur im April desselben Jahres und wurde im August 1917 in Berlins Marmorhaus uraufgeführt. Die Länge des Dreiakters betrug 873 Meter. 

## Kritik
In Wiens Neue Kino-Rundschau heißt es: „Der Film ist reich an ergötzlichen Situationen und erheiternden Szenen, zudem vortrefflich dargestellt und auch fotografisch ausgezeichnet.“

## Einzelnachweis
1. ↑  „Die Nichte aus Amerika“. In: Neue Kino-Rundschau, 1. Juni 1918, S. 87 (online bei ANNO).